# Алвіту (парафія)
Алвіту (порт. Alvito; МФА: [aɫ.ˈvi.tu]) — парафія в Португалії, у муніципалітеті Алвіту. Розташована в південній частині країни, на теренах історичної португальської провінції Алентежу. Входить до складу округу Бежа. За адміністративним поділом, чинним до 1976 року, терени парафії були частиною провінції Нижнє Алентежу. Належить до Безької діоцезії Католицької церкви. Патрон — Діва Марія. Площа — 136,5234 км². Населення — 1259 ос. (2011). Слабо урбанізований регіон. Густота населення — 9,22 осіб/км²
. Код — 020301.

## Населення
| Кількість мешканців | Кількість мешканців | Кількість мешканців | Кількість мешканців | Кількість мешканців | Кількість мешканців | Кількість мешканців | Кількість мешканців | Кількість мешканців | Кількість мешканців | Кількість мешканців | Кількість мешканців | Кількість мешканців | Кількість мешканців | Кількість мешканців |
| ------------------- | ------------------- | ------------------- | ------------------- | ------------------- | ------------------- | ------------------- | ------------------- | ------------------- | ------------------- | ------------------- | ------------------- | ------------------- | ------------------- | ------------------- |
| 1864                | 1878                | 1890                | 1900                | 1911                | 1920                | 1930                | 1940                | 1950                | 1960                | 1970                | 1981                | 1991                | 2001                | 2011                |
| 1 810               | 1 883               | 1 784               | 1 984               | 2 218               | 2 363               | 2 586               | 2 851               | 3 096               | 2 752               | 1 825               | 1 531               | 1 378               | 1 360               | 1 259               |